# Tommy Haas
Thomas „Tommy” Mario Haas (n. 3 aprilie 1978, Hamburg, RFG) este un fost jucător profesionist german de tenis, fost număr 2 în ierarhia ATP.